# Committimus

Le committimus (lettre de) désigne un privilège accordé par le roi, en France sous l'Ancien Régime.
Cette faveur était accordée par le biais de lettres appelées lettres de committimus, nommées ainsi parce qu’elles commençaient par le mot committimus («nous commettons»). Ce privilège de juridiction était accordé par le Roi à certains plaideurs, ce qui donnait à ces derniers « le droit d’évoquer leur cause en première instance (qu’ils soient demandeur ou défenseur) devant un juge autre que celui qui aurait dû être normalement saisi (à l’origine le juge était spécialement désigné par commission, d’où le nom de committimus) ».
Les lettres de committimus existent sous deux formes : les lettres de committimus dites « au grand sceau » ou « au petit sceau ». 
Les plus prestigieuses sont celles « au grand sceau » car celles-ci sont valables dans tout le royaume. Elles sont octroyées par la chancellerie de France et relèvent des compétences des requêtes de l’Hôtel ou des requêtes du Palais. Les lettres de committimus « au petit sceau » sont délivrées par les chancelleries des parlements de province et donnent le droit à leur détenteur « d’être jugé par la chambre des requêtes du parlement concerné ».
Dans le cas où une lettre « au grand sceau » et une seconde « au petit sceau » seraient en concurrence : c’est la plus prestigieuse des deux, c’est-à-dire la lettre « au grand sceau », qui l’emporterait sur celle « au petit sceau ». Les lettres de committimus prévalent sur « le scel du Châtelet de Paris et autres sceaux attributifs de juridictions ». Toutefois, le privilège de committimus n’a pas de valeur dans certaines régions : en Artois, Hainaut, Cambrésis, Flandre, Bretagne , Alsace, Franche-Comté et Dauphiné.
Les bénéficiaires de lettres de committimus ne sont pas n’importe qui. Pour les lettres de committimus « au grand sceau », plus prestigieuses, peuvent en bénéficier, parmi d’autres, les princes, ducs et pairs, les grands officiers de la couronne de France, les chevaliers de l'Ordre du Saint-Esprit, les conseillers d'Etat, le maître des requêtes, les officiers du Parlement de Paris, le grand prévôt de l’Hôtel et les lieutenants, les secrétaires du Roi, le chapitre de Notre-Dame, les membres de l'Académie française les commensaux du Roi, etc. Pour ce qui est des lettres « au petit sceau » y ont droit principalement les officiers des cours souveraines et du Chatelet.
Bien que le privilège de committimus complique beaucoup les règles de procédures, il trouve son utilité dans le cas de personnes de qualité où l’on trouve nécessaire que des juges, que l’on estime inférieurs, n’auraient pas une indépendance suffisante pour juger avec équité. De plus, à Paris le privilège de committimus était fortement apprécié car même le « petit sceau » permettait l’entrée au Parlement de Paris.

## Origine et évolution
On ne peut pas vraiment dire qu’il y ait une origine mais plutôt un processus en évolution. Ce droit de committimus s’inspire du privilegium fori de l’époque romaine. Le principe était de plaider devant un juge plus relevé qu’un juge ordinaire ou devant un juge dont la connaissance dans certaines matières était attestée. Ainsi dans l’armée romaine, les soldats évoquaient leurs causes devant un officier appelé magister militum.
En France, son apparition est très ancienne. L’usage des committimus aux requêtes de l’hôtel est beaucoup plus ancien que les requêtes du palais. En effet, le roi Philippe le Long (1293-1322) établit une chambre des requêtes du palais vers 1320. Cette chambre a été constituée pour connaitre les requêtes présentées au parlement. La chambre des requêtes du palais a les mêmes fonctions que les maîtres des requêtes de l’Hôtel qui, eux, connaissent les requêtes du roi. Mais avant l’instauration des requêtes du palais, les lettres de committimus étaient adressées aux requêtes de l’Hôtel. Ce dernier est un tribunal se tenant à la cour dont les magistrats étaient les maîtres des requêtes.
Ceux-ci sont des personnes qui aidaient le roi à prendre une décision rapide sur une affaire judiciaire, ils étaient appelés les « poursuivants du roi » car ils suivaient le roi partout. Ils prennent leur nouveau nom lorsque le roi Philippe le Long change les plaids de la Porte en Requêtes de l’Hôtel. Mais lors de son règne, ses officiers commensaux obtinrent de la chancellerie des commissions pour entreprendre aux requêtes du palais des causes personnelles. Ces commissions furent appelées committimus dès leur entrée en service. Ces committimus étaient tous au grand sceau car il n’y avait qu’une seule chancellerie. Avec la création des petites chancelleries, on distingue deux sortes de committimus : le committimus  au grand sceau et le committimus  au petit sceau.
Les personnes qui possèdent le droit de committimus au grand sceau peuvent faire évoquer leurs causes personnelles aux requêtes du palais ou de l’hôtel à Paris. Les personnes concernées sont : les princes du sang, les autres princes reconnus en France, les ducs, les officiers de la couronne et les chevaliers de l’ordre du Saint-Esprit et les deux plus anciens chevaliers de l’ordre de Saint-Michel. Tous ces officiers ainsi que les domestiques doivent prouver par un certificat qu’ils sont employés dans ces états.       
Les individus qui bénéficient du committimus au petit sceau sont les officiers des parlements, à savoir les présidents, les conseillers, les avocats et les procureurs généraux, les greffiers en chef, civils ou criminels, les officiers de la cour des monnaies de Paris, les trésoriers de France de Paris ainsi que les officiers vétérans, quel que soit le domaine, à condition que le roi leur octroie une lettre de vétérance.       
Cependant en 1344, par une ordonnance de roi Philippe de Valois (1293-1350), on ne peut plus évoquer de causes devant le maître des requêtes de l’Hôtel hormis celles dont le roi a la connaissance, celles concernant des charges données par le roi, celles purement personnelles, ou encore des causes qui impliqueraient des officiers de l’Hôtel du roi entre eux ou face à un tiers. Cette ordonnance sera de nouveau décrétée en 1345. 
Dans certains cas, des bénéficiaires du committimus ne peuvent invoquer ce privilège. Ainsi, les maris ne peuvent avoir recours au droit de committimus appartenant à leurs épouses servant dans les maisons royales. Par contre, les femmes séparées jouissent du droit de committimus de leurs maris ainsi que les veuves jusqu’à ce qu’elles se soient remariées. Le committimus ne peut être utilisé pour régler des problèmes de créances à moins qu’elles ne soient reprises dans un acte passé devant un notaire. Une amende est même prévue pour ceux qui abuseraient de leur privilège. Les privilégiés ne peuvent pas se servir de leur droit de committimus pour assigner les débiteurs de leurs débiteurs. Le committimus n’a pas lieu d’être utilisé dans les affaires de domaines ou celles où le procureur du roi est seule partie. Les tuteurs ou curateurs ne peuvent utiliser ce privilège dans les affaires concernant ceux dont ils ont l’administration. Finalement, le committimus ne peut être utilisé en matière criminelle et de police.
Tous les committimus et privilèges dont nous venons de parler ont été abolis par l’article 16 de la loi du 24 août 1790 et l’ont été expressément par l’article 13 de la loi du 7 septembre de la même année. Toutefois, des privilèges de juridiction sont instaurés dès les codifications napoléoniennes, comme l'article 47 des codes de procédure civile napoléoniens, lesquels prévoient la possibilité pour les magistrats et les auxiliaires de justice de solliciter le transfert d'une affaire les concernant personnellement devant une juridiction autre que celle devant ou au sein de laquelle ils exercent. 